# Distrito de Nanded
Nanded (en maratí; नांदेड जिल्हा ) es un distrito de India, parte de la división de Aurangabad en el estado de Maharastra . 
Comprende una superficie de 10 422 km².
El centro administrativo es la ciudad de Nanded.

## Demografía
Según censo 2011 contaba con una población total de 3 356 566 habitantes.